# Pavel Řezníček (Schriftsteller)
Pavel Řezníček (* 30. Januar 1942 in Blansko; † 19. September 2018 in Prag) war ein tschechischer Schriftsteller, Dichter und Übersetzer.

## Leben
Pavel Řezníček verließ die Schule nach elf Schuljahren und begann in unterschiedlichen Jobs zu arbeiten. Er veröffentlichte mehrere von Martin Stejskal illustrierte Samisdats. Ab 1974 lebte er in Prag, wo er in verschiedenen Handwerksjobs arbeitete, bevor er von 1989 bis 2002 bei der Post angestellt war. Anschließend lebte er in Prag als Pensionär.
Řezníčeks Werke werden dem Surrealismus zugeordnet. Seine Arbeiten wurden durch André Breton, Paul Éluard, Vítězslav Nezval und Vratislav Effenberger inspiriert.
Er übersetzte mehrere literarische Texte von Joyce Mansour, Ambroise Vollard und Benjamin Péret aus dem Französischen ins Tschechische.

## Werke (Auswahl)
Poesie
- Blbec (1986)
- Kráter Resnik a jiné básně (1990)
- Tabákové vejce (1991)
- Plovací sval (1995)
- Hrozba výtahu (2001)
- Atentát ve vaně (2002)
- Kakodémonický kartáč (2006)

Prosa
- Strop (1983)
- Vedro (1993)
- Zvířata (1993)
- Alexandr v tramvaji (1994)
- Zrcadlový pes (1994)
- Cerf volant (1995)
- Holič a boty (1997)
- Natrhneš nehtem hlavy jejich (2003)